# Arrondissement de Malika
Das Arrondissement de Malika ist eines von den drei Arrondissements, in die das im Jahr 2021 neu geschaffene Département Keur Massar als Teil der Metropolregion Dakar gegliedert wurde. Das Arrondissement umfasst zwei Communes (städtische Gemeinden), die durch den hohen Grad der Urbanisierung mit dem Umland baulich zusammengewachsen sind. Die Präfektur des Arrondissements liegt in Malika.

## Geografie
Das Arrondissement liegt im Nordosten der Cap-Vert-Halbinsel an der Grande-Côte mit den sie begleitenden Küstendünen und in den Feuchtgebieten der Niayes. Es umfasst den Norden des Départements und hat eine Fläche von 24,03 km².

## Bevölkerung

Arrondissements und städtische Gemeinden im Département Keur Massar (violett)

Die letzte Volkszählung ergab für das Arrondissement folgende Einwohnerzahlen:
| Commune          | Fläche km² | Einwohner 2023 |
| ---------------- | ---------- | -------------- |
| Malika           | 10,850     | 56.707         |
| Keur Massar Nord | 13,180     | 224.765        |
| Arrondissement   | 24,030     | 281.472        |